# René Thom
René Frédéric Thom, francoski matematik, * 2. september 1923, Montbéliard, Francija, † 25. oktober 2002, Bures-sur-Yvette,, Francija.
Thom je najbolj znan po osnovanju teorije katastrof, ki jo je kasneje razvil Zeeman.

## Priznanja

### Nagrade
- Fieldsova medalja (1958)